# 孔厥
孔厥（1914年8月13日—1966年7月30日），原名郑志万，后改名郑挚，字云鹏，笔名沈毅、孔厥，以笔名行，江苏吴县（今苏州）人，中国作家。

## 生平
1932年中学毕业后在商务印书馆当学徒，后入江苏测量专科学校，毕业后曾做测量队技术员。1936年在江苏宜兴与曹辛之等创办文艺周刊《平话》。次年秋又在宜兴编辑《抗战日报》，同年参加上海文化界战服务团。1938年夏到延安，进鲁迅艺术学院文学系学习。1939年至1945年先后任鲁艺文学系研究员及助教。这时期写出了小说《受苦人》《父子俩》《一个女人的翻身故事》。1947年到冀中文学创作组，与袁静合作写成中篇小说《血尸案》和歌剧《兰花花》、章回体长篇小说《新儿女英雄传》。
1949年后，在《人民日报》副刊部、中国人民大学、中央电影局任职，1952年后在几个出版社做编辑，1957年以后在家写作。文化大革命中被迫害而投水自尽。

## 著作
著有长篇小说《新儿女英雄传》（与袁静合作）《新儿女英雄续传》，短篇小说集《受苦人》《生死缘》，另有《中朝儿女》《白洋淀水战》《血尸案》等。